# Chrysopogon (vliegen)
Chrysopogon is een vliegengeslacht uit de familie van de roofvliegen (Asilidae).

## Soorten
- C. agilis Clements, 1985
- C. albopunctatus (Macquart, 1846)
- C. albosetosus Clements, 1985
- C. aureus Clements, 1985
- C. bellus Clements, 1985
- C. bicolor Clements, 1985
- C. brunnipes Clements, 1985
- C. castaneus Clements, 1985
- C. catachrysus Clements, 1985
- C. conopsoides (Fabricius, 1775)
- C. crabroniformis von Roeder, 1881
- C. daptes Clements, 1985
- C. dialeucus Clements, 1985
- C. diaphanes Clements, 1985
- C. fasciatus Ricardo, 1912
- C. fuscus Clements, 1985
- C. gammonensis Lavigne, 2006
- C. harpaleus Clements, 1985
- C. horni Hardy, 1934
- C. leucodema Clements, 1985
- C. megalius Clements, 1985

- C. melanorrhinus Clements, 1985
- C. melas Clements, 1985
- C. micrus Clements, 1985
- C. muelleri von Roeder, 1892
- C. pallidipennis White, 1918
- C. papuensis Clements, 1985
- C. paramonovi Clements, 1985
- C. parvus Clements, 1985
- C. pellos Clements, 1985
- C. pilosifacies Clements, 1985
- C. proximus Clements, 1985
- C. punctatus Ricardo, 1912
- C. queenslandi Ricardo, 1912
- C. rubidipennis White, 1918
- C. rufulus White, 1914
- C. rutilus Clements, 1985
- C. sphecodes Clements, 1985
- C. splendidissimus Ricardo, 1912
- C. trianguliferus Clements, 1985
- C. whitei Hull, 1958
- C. xanthus Clements, 1985